# Parafia Najświętszego Serca Jezusowego w Bobach
Parafia Najświętszego Serca Jezusowego w Bobach – jedna z 8 parafii w dekanacie Urzędów w rzymskokatolickiej archidiecezji lubelskiej.
Według stanu na miesiąc luty 2017 liczba wiernych w parafii wynosiła 4347 osób. 

## Parafia
W skład parafii wchodzą wierni z 19 wsi:
- Białowoda
- Boby-Kolonia
- Boby-Księże
- Boby-Wieś
- Chruślanki Józefowskie
- Chruślina
- Chruślina-Kolonia
- Kozarów
- Majdan Bobowski
- Majdan Moniacki
- Mikołajówka
- Moniaki
- Moniaki-Kolonia
- Natalin
- Okręglica-Kolonia
- Owczarnia
- Wandalin
- Wierzbica
- Wierzbica-Kolonia

## Nagrody
- Parafia otrzymała  nagrodę Laur Konserwatorski 2005 za remont kościoła przeprowadzony w latach w latach 2002-2003[2]